# Fosas comunes en Irak
Las fosas comunes en Irak —llamado también genocidio iraquí— es el término utilizado para referirse a las personas desaparecidas y asesinadas en Irak desde la invasión por Estados Unidos en 2003, la consecuente ocupación extranjera, el surgimiento de las guerrillas antiestadounidenses, el posterior estallido de la guerra civil, hasta la actualidad con la aparición e intervención contra Estado Islámico.

## Antecedentes

### Represión baazista

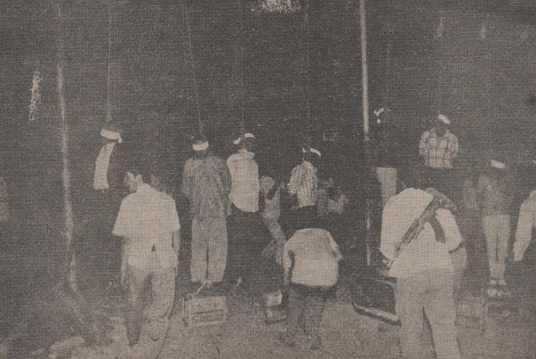
Opositores ahorcados de Sadam Huseín.

Durante el régimen de la Irak baazista, Sadam Huseín solía reprimir los derechos humanos de sus opositores, la policía nacional estaba encargada de la tortura , el asesinato en masa , la violación, las deportaciones, las desapariciones forzadas, los asesinatos, la guerra química y la destrucción de los pantanos del sur del país fueron algunos de los métodos utilizados por el Husein para mantener el control. Se desconoce el número total de muertes relacionadas con torturas y asesinatos durante este período. La campaña de fe y la operación al-Anfal dirigida contra los kurdos iraquíes fueron algunos de las formas de represión utilizada por los baazistas.
Los métodos de tortura utilizados por el régimen de Saddam incluyeron asalto con nudillos de bronce y palos de madera; descargas eléctricas en los genitales; varillas de metal quemadas siendo forzadas a entrar en los orificios corporales; el aplastamiento de los dedos y la eliminación de las uñas de los pies, quema de las extremidades; bajar a los prisioneros en cubos de ácido; envenenamiento con talio; violar a las mujeres frente a sus familiares; quema con colillas de cigarrillos; fractura de los huesos; amputación de orejas, miembros y lenguas; entre otras cosas. Nicholas Kristoff, del The New York Times, comentó: «La policía de otros países utilizan después de todo también utilizan la tortura, pero hay informes creíbles de que la policía de Saddam recortó las lenguas y el uso de taladros eléctricos para perforar cuerpos».

#### Número de víctimas

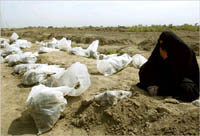
Mujer iraquí llora los restos de sus seres queridos.

En enero de 2004, Human Rights Watch declaró: «Habiendo dedicado mucho tiempo y esfuerzo a documentar las atrocidades [de Saddam], estimamos que en los últimos veinticinco años del gobierno del Partido Baaz, el gobierno iraquí asesinó o "desapareció" un millón de iraquíes, si no más».
En 1988 la operación Al-Anfal resultó en la muerte de 50 000-100 000 cien mil kurdos (aunque fuentes kurdas han citado una cifra mayor de 182 000), mientras que 25 000-100 000 civiles y rebeldes murieron durante la represión de los levantamientos de 1991. Además, cuatro mil presos en la prisión de Abu Ghraib fueron presuntamente ejecutados en una purga particularmente grande de 1984. Se sabe que muchos iraquíes fueron ejecutados durante otros años del gobierno de Saddam. Por ejemplo, Amnistía Internacional informó de que en 1981 más de 350 personas fueron ejecutadas oficialmente en Irak, el Comité contra la represión en Irak dio datos biográficos sobre 798 ejecuciones (junto con 264 homicidios de personas desconocidas, y 428 biografías de los detenidos sin condena y desaparecidos).

## Actual genocidio

### Guerra de Irak
Las pérdidas humanas durante la guerra de Irak durante los primeros años de la guerra, lo lideró la Coalición multinacional en Irak que intervinieron a la fuerza para derrocar a Sadam Huseín, al comienzo recibieron el apoyo de los opositores ante la dura represión de la Irak baazista hacia ellos pero transcurriendo el tiempo las tropas de la coalición comenzaron a cometer crímenes de lesa humanidad, el caso más polémico fue el de la masacre de Haditha en donde militares estadounidenses asesinaron a civiles iraquíes, dicha masacre serviría para la aparición de movimientos insurgentes entre los que se encontraría Al Qaeda.
El siguiente cuadro resume las encuestas sobre los siniestros causados por la guerra de Irak. Véase el resto del artículo para obtener más información detallada.
| Encuesta                   | Iraquíes muertos                                                 | Marzo 2003 a... |
| -------------------------- | ---------------------------------------------------------------- | --------------- |
| Ministerio de Salud iraquí | 151 000 muertes violentas de 400 000 muertes debido a la guerra. | Junio de 2006   |
| Encuesta The Lancet        | 601 027 muertes violentas de 654 965.                            | Junio de 2006   |
| Opinion Research Business  | 1 033 000 muertes violentas como consecuencia del conflicto.     | Agosto de 2007  |

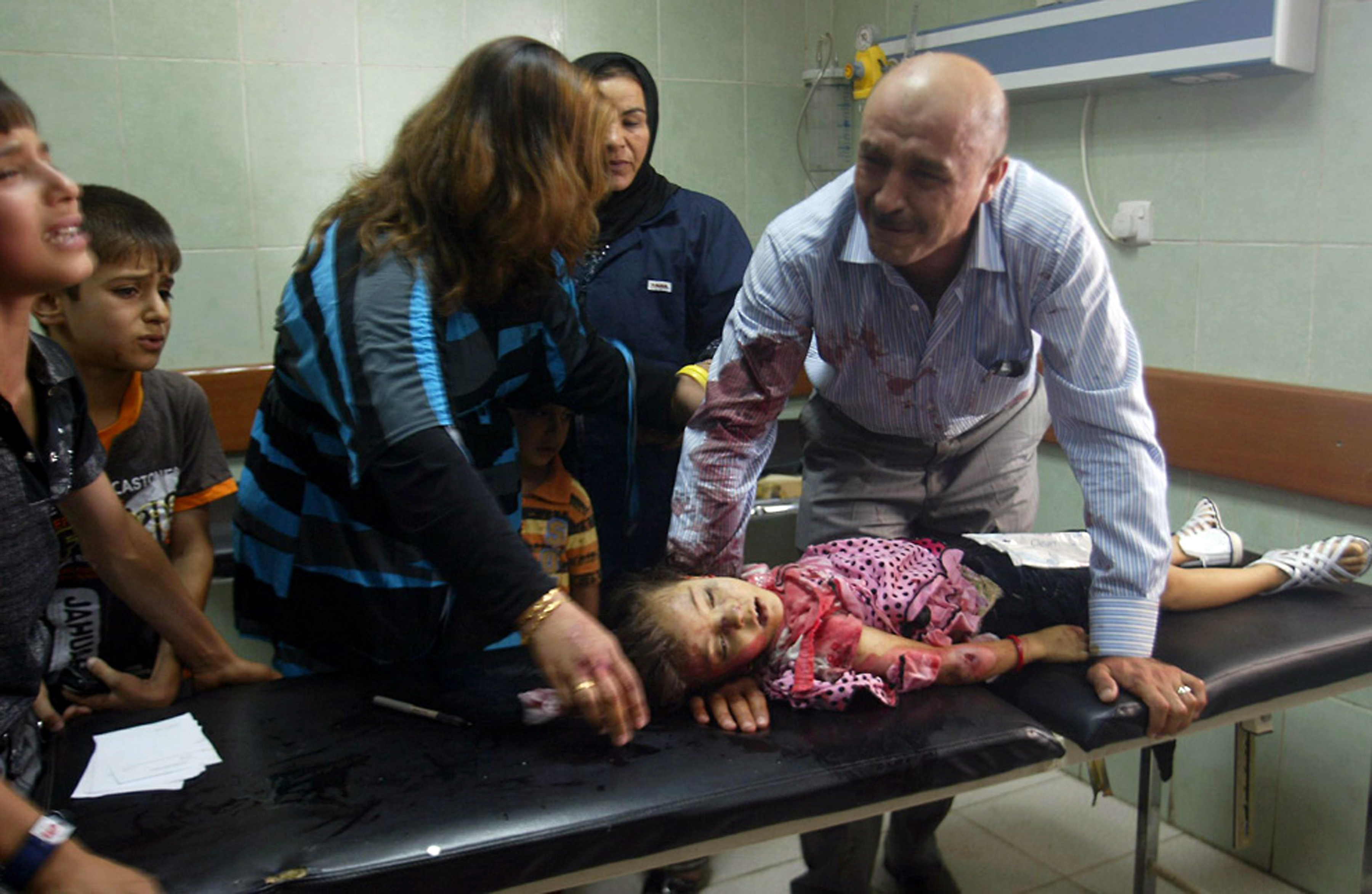
Hombre iraquí llora al perder a su hija en un atentado terrorista de los insurgentes muyahidines.

Para las tropas de los Estados Unidos que dirige la coalición multinacional, el número de muertos es cuidadosamente seguido y actualizado diariamente, así como los nombres y fotografías de los muertos en acción, y la información sobre los accidentes que se publican ampliamente. En cuanto a los iraquíes, sin embargo, la información sobre las bajas militares y civiles es menos precisa y menos fiable. Dada la importancia política de estas cifras y las diversas agendas de todas las partes, las fuentes no puede considerarse libres de prejuicios. Las estimaciones sobre el número de víctimas pueden provenir de reporteros en la escena, funcionarios de las organizaciones participantes, y de grupos que resumen la información sobre los incidentes reportados en los medios de comunicación.
La palabra «bajas» en su sentido más general incluye a los heridos, así como los muertos. Las cuentas sobre el número de heridos de la coalición varían mucho, en parte porque no es evidente lo que debería ser contado: ¿Se incluirán sólo aquello cuyas lesiones son lo suficientemente graves como para poner un soldado fuera de servicio? ¿Enfermedades o lesiones causadas por accidentes se pueden contar? Diferentes fuentes utilizando diferentes definiciones pueden llegar a cifras muy distintas, ya que a veces la definición exacta no está claramente especificada. En cuanto a los iraquíes, incluso cuando el número de muertos sólo ha sido estimado aproximadamente, parece que nadie ha intentado contar los heridos.

#### Algunos estudios

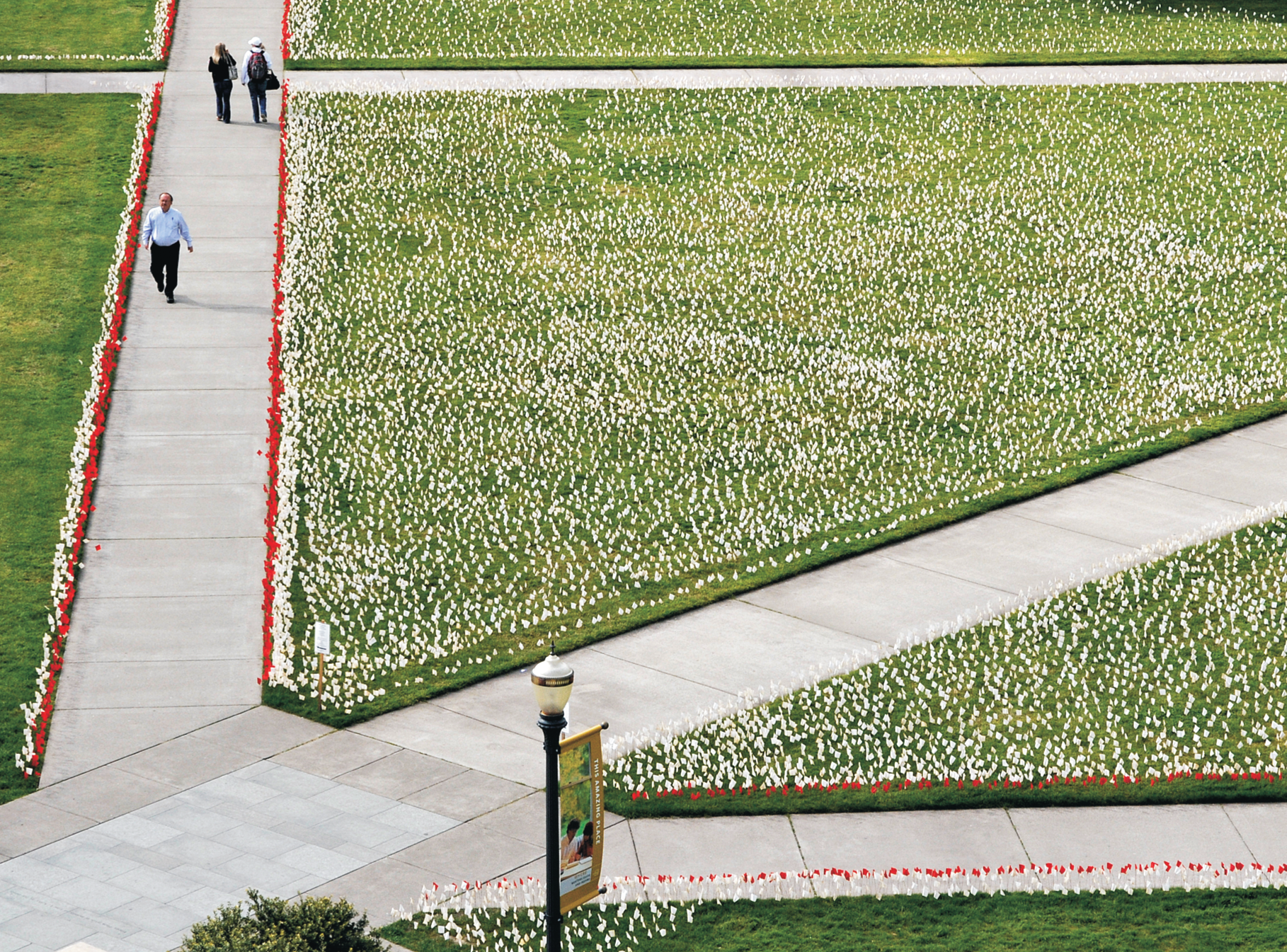
Oregon State University. Las banderas rojas y blancas que representan a los iraquíes y estadounidenses muertos, tienen por objetivo "aumentar la conciencia del costo humano de la guerra de Irak.".

Fuentes independientes pertenecientes a las ONG Oxford Research Group e Iraq Body Count que reúnen a académicos y activistas por la paz con base en el Reino Unido afirman que un mínimo de 44 000 civiles han muerto de forma violenta en Irak desde el inicio de la invasión hasta julio de 2005. Estas mismas fuentes reconocen que su método de conteo basado en los partes de muertes de las que informan al menos dos medios de comunicación no recoge la totalidad de las víctimas directas o indirectas a causa de la ocupación. La cifra de este proyecto pretende ser un mínimo irrefutable y debe ser tomado solo como una cifra mínima nunca como un valor aproximado al valor real.
Sin embargo, existe un estudio independiente realizado mediante metodología científica por la revista británica especializada en Medicina The Lancet que registra un valor aproximado de 98 000 víctimas civiles. Su metodología es completamente distinta y se basa en extrapolaciones estadísticas y en incrementos de tasas de mortalidad. Este dato es, seguramente, mucho más cercano al valor real aunque sigue siendo aun una mera estimación. Según esas mismas fuentes la responsabilidad de esas muertes se repartiría de la siguiente manera: Un 37 % se atribuyen a las fuerzas ocupantes de las que un 98,5 % habrían sido víctimas de los norteamericanos, principalmente en bombardeos aéreos y con helicópteros artillados. Un 9,5 % serían culpa de las fuerzas anti-ocupación (insurgentes y yihdistas extranjeros) y el 36% restante sería responsabilidad de la delincuencia causada por el vacío legal y de poder tras el derrocamiento del régimen iraquí. Estas cifras han quedado ya desfasadas dado que el estudio se publicó el 29 de octubre de 2004.  Una investigación del instituto Just Foreing Policy eleva el número de muertos a 1 209 263 desde la invasión de 2003, incluyendo muertos por la violencia sectaria.
Una investigación de la revista The Lancet publicada en octubre de 2006 eleva a 655 000 el número de víctimas en Irak debido a la invasión y posterior ocupación por parte de Estados Unidos y sus aliados. De esta cifra, 601 000 murieron directamente por la violencia: el 14%, 91 700, en atentados suicidas; el 57 % por arma de fuego, más de 373 000; y un 20 %, más de 137 000, en ataques aéreos. El resto, 54 000, por la precaria situación creada por la ocupación. El total de muertos equivaldría así al 2,5 % de toda la población del país. El estudio, llevado a cabo por médicos iraquíes, con el patrocinio de la Universidad Johns Hopkins (Estados Unidos), obtuvo la cifra de la extapolación de las entrevistas realizadas a 12 801 residentes en 1849 hogares iraquíes.

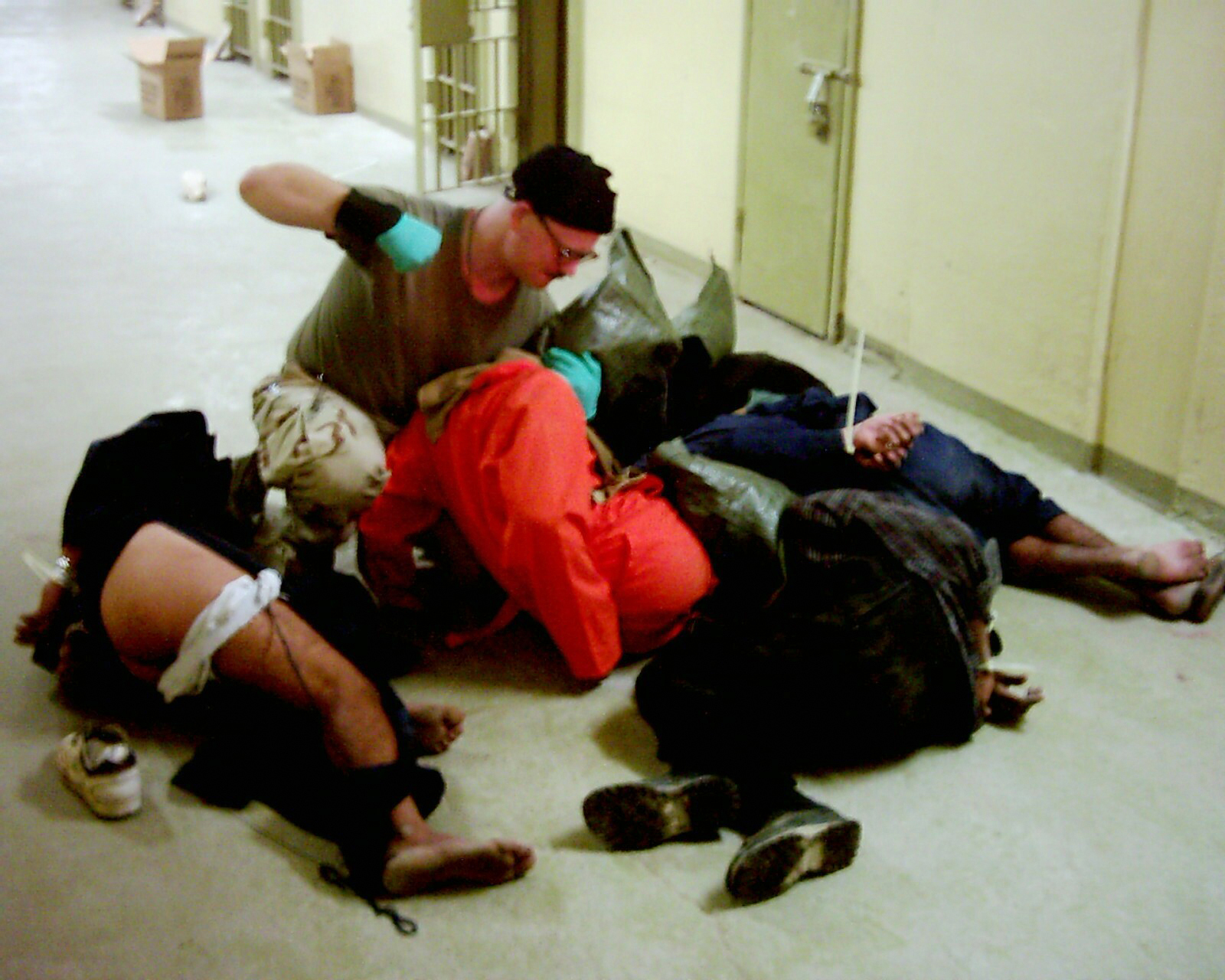
El soldado estadounidense Charles Graner golpeando a un grupo de soldados iraquíes prisioneros en la prisión de Abu Ghraib.

No obstante, la veracidad de dichos artículos ha sido puesta entredicho por su falta de rigor y el hecho de que ambos se hayan publicado intencionadamente a pocas semanas de unas elecciones presidenciales y otras legislativas, respectivamente. Los críticos con el estudio arguyen que las cifras significan una media diaria de 770 muertos, y que sólo los muertos en ataque aéreo son más que los provocados por los bombardeos aliados sobre Dresde y Hamburgo durante la Segunda Guerra Mundial, y en cambio no aparecen ingentes cantidades de cadáveres. El editor de The Lancet, Richard Horton es asimismo un público opositor de la administración Bush que ha sido visto en manifestaciones.
Aun así, un estudio de una agencia privada de encuestas británica, ORB (publicado por el periódico inglés The Guardian el 16 de septiembre de 2007), situaba el número total de muertos en 1 200 000, cifra que da credibilidad al estudio publicado por The Lancet un año antes.
Respecto a los muertos de la coalición las cifras se conocen con exactitud. Según datos oficiales y a fecha de hoy entre los militares ocupantes han muerto más de 4000 estadounidenses, un centenar de británicos y otros cien soldados de otras nacionalidades durante la ocupación de Irak.

### Guerra civil iraquí
Con el fracaso de la pacificación de Irak, y la disolución de la Coalición en Irak en 2001 varios grupos de tendencia yihadistas empezaron a emerger como respuesta al vació de poder que Sadam Huseín dejó y que la Autoridad Provisional de la Coalición no pudo llenar, dichos grupos —varios de ellos baazistas sunitas radicalizados— al comienzo de la guerra civil iraquí comenzaron a atentar contra las minorías sectarias propias del Islam como el chiismo, como también contra otras religiones como el cristianismo, yazdanismo, etc., esto provoca que miles de mujeres y niñas se suiciden para no ser violadas. Estado Islámico en 2014 invadió la provincia de Ambar asesinando de diversas formas a los gais, chiítas, e iraquíes que no les juran lealtad. Con la entrada de Estados Unidos e Irán a la guerra las muertes civiles han aumentado especialmente en especial durante la batalla de Mosul en donde los soldados de la Coalición Internacional Contra Estado Islámico en algunas ocasiones bombardean zona civiles por error, las Fuerzas de Movilización Popular (grupo pro-Irán) suele cometer actos extrajudiciales que acaban en asesinatos en masas contra supuestos miembros terroristas, todo esto provocó la muerte una gran cantidad de personas de diferentes, raza, sexo o credo que actualmente se encuentran esparcidos en fosas comunes en todo el territorio de Irak.